# Singurătatea puiului
Singurătatea puiului este un film românesc din 1971 regizat de Angela Buzilă.